# Артемисия I
Артемиси́я (др.-греч. Ἀρτεμισία) (ок. 480 г. до н. э.) — правительница Галикарнаса. Стала править Карией после смерти своего мужа, являясь подданной персов, которые в V веке до н. э. господствовали над всей Ионией. Когда её сын Писинделид был ещё мал, сопровождала Ксеркса I в его походе на Грецию. Командовала отрядом из своих собственных пяти кораблей, а также кораблей Нисира, Коса и Калидны. Согласно Геродоту, эти корабли после сидонских были лучшими в персидском флоте. Воевала с греками в битве при Артемисии. Артемисия прославилась в истории благодаря своему участию в битве при Саламине, согласно Геродоту отличалась полезными советами, которые давала персидскому царю, мужеством и решительностью, была в наибольшем почёте у Ксеркса среди всех союзников.

## Имя и происхождение
Имя Артемисия является женской формой имени Артемисий (Ἀρτεμίσιος) и происходит от имени богини охоты Артемиды (Ἄρτεμῐς + -ῐ́ᾱ). Согласно Геродоту, отцом Артемисии был Лигдамид I из Галикарнаса, а мать была родом с Крита.

## Битва при Саламине
Единственная из всех командующих, Артемисия советовала через Мардония персидскому царю Ксерксу не вступать с греками в битву на море. Несмотря на свой совет, она приняла участие в битве при Саламине в сентябре 480 года до н. э. в качестве союзника персов. Во время битвы, в момент атаки греками её триеры, Артемисия нашла выход из положения очень необычным способом. Уворачиваясь от греческого корабля, которым командовал афинянин Аминий из Паллены, намеренно или случайно, корабль Артемисии налетел на судно союзников, калиндян под командованием царя Дамасифима, и протаранил его посередине, послав на дно вместе со всем экипажем. Корабль афинян оставил Артемисию в покое, решив, что она сражается на их стороне. У начальников греческих кораблей был приказ захватить Артемисию в плен, за её поимку живой была назначена награда в 1000 драхм, но ей удалось бежать в Фалер.
Ксеркс, наблюдая битву с отдаленных холмов, принял потопленный союзнический корабль за судно противника и был горд храбростью Артемисии. Очевидно, что с утонувшего судна никто не спасся, чтобы рассказать, что случилось на самом деле. Артемисия прорвалась обратно к персам, где, согласно Геродоту, Ксеркс объявил: «Мои мужчины превратились в женщин, а женщины стали мужчинами!».
По Плутарху, среди плавающих в море сотен тел и множества обломков кораблей именно Артемисия смогла узнать погибшего флотоводца Ариабигна (брата Ксеркса). Она приказала поднять его тело на борт своего корабля и позднее передала Ксерксу I.
После разгрома под Саламином Артемисия убедила Ксеркса вернуться в Малую Азию — вопреки советам военачальника Ксеркса Мардония, который считал, что Ксеркс должен остаться. Затем Ксеркс приказал Артемисии перевезти своих внебрачных сыновей в Эфес, откуда, вероятно, они должны были отправиться в столицу Сузы, чтобы подавить начавшееся восстание. Взамен земли Артемисии получили выгодные условия в альянсе с персами.

## Смерть и наследие
Легенда, записанная византийским патриархом Фотием, гласит: Артемисия страстно влюбилась в мужчину по имени Дарданий, и, когда он отверг её, Артемисия, посоветовавшись с оракулом, бросилась со скалы в Эгейское море. Геродот был более благосклонен к Артемисии, хотя она и сражалась на стороне персов, возможно потому, что она, как и Геродот, была родом из Галикарнаса.
Иранский эсминец, построенный во времена династии Пехлеви, был назван в честь Артемисии «Артемисом».
Артемисия фигурирует в качестве персонажа в фильме 1962 года «Триста спартанцев» и в ряде современных произведений, включая роман Гора Видала «Сотворение мира» и фильм 2014 года «300 спартанцев: Расцвет империи».